# ハインリヒ6世 (ロイス＝ケストリッツ伯)
ハインリヒ6世（Heinrich VI. Reuß, Graf und Herr von Plauen und Köstritz, 1707年7月1日 - 1783年5月17日）は、ドイツの貴族、伯爵。デンマーク王国、プロイセン王国両政府に行政官として仕えた。ロイス家の分枝ロイス＝ケストリッツ家長子系の当主。

## 生涯
ロイス＝ケストリッツ伯ハインリヒ24世とその妻の男爵令嬢エレオノーレ・フォン・プロムニッツ＝ディッタースバッハ（1688年 - 1766年）の間の次男として生まれた。後に義弟となるローフス・フリードリヒ・ツー・リナールと一緒に育てられ、1726年よりリナールと一緒にイェーナ大学で法学を学び、1729年学位取得のための討論（Disputation）をしている。また、ハレ大学にも通った。学業を終えるとオランダ、イングランド、フランスを巡るグランドツアーに出かけた。
1732年コペンハーゲンに赴き、デンマーク政府の官庁の1つドイツ官房に就職。1742年クリスチャン6世王により、クリスチャンサンの都市長官及びネデナス郡の郡長官に任命された。1746年にはソーレ郡郡長官に転任し、再興されたソーレ・アカデミーの校長（Oberhofmeister）を務めた。1747年7月26日に行われたアカデミーの開所式では、デンマーク語で非常に優れたスピーチを行った。リングステズ郡をソーレ郡に組み込んだ。1754年スナボー郡の郡長官となった。
1765年デンマーク政府の官僚を辞したが、それはおそらく任地での任務だった泥炭地開発が困難を極めたことと、実質的な後ろ盾だった義弟のリナールがオルデンブルク・デルメンホルスト伯領総督を解任されたことが関係していると思われる。まもなくプロイセン政府に仕え、州知事や侍従を務めた。
ダンネブロ勲章、エレファント勲章などを受けた。
1748年に父が死ぬとケストリッツ家の分封領（パラギウム）を相続し、伯爵家の家長となった。死後、ホーエンロイベン市街教会内のロイス家霊廟に葬られた。

## 子女
1746年12月16日コペンハーゲンで、スペイン国籍の裕福な女子相続人、第4代モンテレオン女侯爵エンリケータ・フアナ・フランシスカ・スサナ・カサード・イ・ユグタン（1725年 - 1761年）と結婚した。彼女の父方の祖父はスペイン在オランダ大使イシドロ・カサード・デ・アセベド・イ・ロサレス（初代モンテレオン侯爵）、母方の祖父はデンマーク最初の銀行の設立者ジャン・アンリ・ユグタン（初代ギルデンステーン伯爵）であった。妻との間に7人の子をもうけた。
- フリーデリケ（1748年 - 1798年） - 1767年ゾルムス＝バールト伯ヨハン・クリスティアン2世と結婚
- エレオノーレ（1749年）
- ハインリヒ40世（1750年 - 1751年）
- ハインリヒ43世（1752年 - 1814年） - ロイス＝ケストリッツ侯
- ハインリヒ45世（1753年 - 1768年）
- 子（1755年）
- ハインリヒ48世（1759年 - 1825年） - 1784年伯爵令嬢クリスティーネ・フォン・シェーンブルク＝ヴェクセルブルク＝フォアダーグラウハウと結婚

長女フリーデリケの一人娘アマーリエ（1768年 - 1847年）とその夫のホーエンローエ＝ランゲンブルク侯カール・ルートヴィヒを通じて、夫妻は欧州の多くの王室の成員の直系祖先にあたる。

## 著作
- De Iureiurando Per Procuratorem In Caussis Privatis, Imperii R. G. Publicis Et Liberarum Gentium Exercitatio. Jena:  Fickelscherr 1729 (Digitalisat, Bayerische Staatsbibliothek)
- Rede, so bey der Einweyhung der Königl. Ritteracademie zu Soröe den 26 Jul. 1747 gehalten worden / von … Heinrich dem VI. Reuß, Grafen … von Plauen, Herrn zu Greitz, Cranichfeld, Gera, Schleitz und Lobenstein, Sr. Königl. Majest. zu Dänemark, Norwegen [et]c. Geheimen-Rath, Cammer- Herrn, Ober-Hofmeister, und Amtmann über Soroe und Ringsted. [S.l.], 1747 (VD18 10044914)

Digitalisat, Staatsbibliothek Berlin

## 引用
1. ↑  J. H. F. Berlien: Der Elephanten-Orden und seine Ritter. Kopenhagen 1846., S. 111.